# Parc nacional de Risnjak
El Parc nacional de Risnjak (Croat:Nacionalni park Risnjak) és un parc nacional de Croàcia. És localitza a Gorski kotar, la regió mes muntanyosa i forestal del país, a uns 15 km a l'interior de la mar Adriàtica. El parc cobreix una superficie de 63.5 quilòmetres quadrats incloent la part central del massís de Risnjak i Snježnik i la zona de l'origen del riu Kupa. L'administració i centre de visitants del parc es troba a Crni Lug, una ciutat en la vora oriental del parc.

## Etimologia
El nom del massís probablement ve de la paraula croata linx. Una altra interpretació suggereix que te l'origen en la paraula local risje, que es un nom d'un tipus d'herba.

## Història
La primera visita científica registrada va ser feta el 1825 pel botànic de Budapest, Joseph Standler. Molts altres botànics el van visitar posteriorment. L'explorador del segle xix més destacat de Risnjak va ser el botànic Josip Schlosser que va escriure nombroses publicacions sobre Risnjak i la seva flora. La primera visita alpinista organitzada va ser organitzada pel club alpí de Rijeka, i el primer refugi de muntanya a la zona va ser construït el 1932.

El 1949 el botànic Ivo Horvat va suggerir per primera vegada que l'àrea al voltant de Risnjak havia de ser protegida. A partir del seu consell, el parlament de la llavors República Socialista de Croàcia va declarar que 36.00 km² al voltant de Risnjak serien un parc nacional. El 1956, l'àrea del parc es va reduir a 30,14 km², dels quals 21,06 km² es van sotmetre a una protecció més estricta. Finalment, el 1997, el Parlament croat va votar a ampliar el parc a la seva mida actual. Les àrees de Snježnik i les fonts del Kupa es van sumar al parc, però també per primera vegada va incorporar zones de pobles de Razloge, Razloški okrug i Krašćevica.

## Geografia
El parc es troba dins el Comtat de Primorje-Gorski Kotar, i està dividit entre la ciutat de Čabar, la ciutat de Delnice i el municipi de Jelenje. El punt més alt del parc és Veliki Risnjak (1528 m) i el més baix és l'àrea al voltant de la font del Kupa (313 m). El massís està situat a la part nord dels Alps Dinàrics, i marca la divisió entre les conques de l'Adriàtic i la Mar Negra.
Com la majoria dels Alps dinàmics, el parc està dominat per roques calcàries i dolomites i mostra importants característiques càrstiques: plegs en roques nues, roques, forats, coves, etc. Com que la pedra calcària és molt porosa, hi ha pocs fluxos d'aigua a la superfície

### Clima
Tot i que Risnjak té una altitud modesta, disposa tot i així d'un clima i vegetació força significativa entre les parts de la costa i continentals de Croàcia. Els patrons de la climatologia adriàtica i continental col·lideixen aquí i tenen un paper significatiu en determinació del clima del parc. Podem trobar uns estius amb una temperatura agradablement tèbia que detecta una mitjana de fins a 22 ° C. Les primaveres i els tardors són plujoses, i l'hivern és nevat durant la major part de l'estació. La temperatura mitjana anual a la muntanya de Risnjak oscil·la sobre els 2,5 ° C amb una pluviositat anual de 3600 mm, que arribaria a ser entre les més altes del país, i amb una profunditat de la neu d'entre 122 i 448 cm.
Les àrees del parc anomenades ponikvas experimenta un microclima on, a causa de les inversions tèrmiques, les regions més baixes són més fredes que les de major alçada. Als ponikvas la neu d'hivern dura molt més que en qualsevol altre lloc.

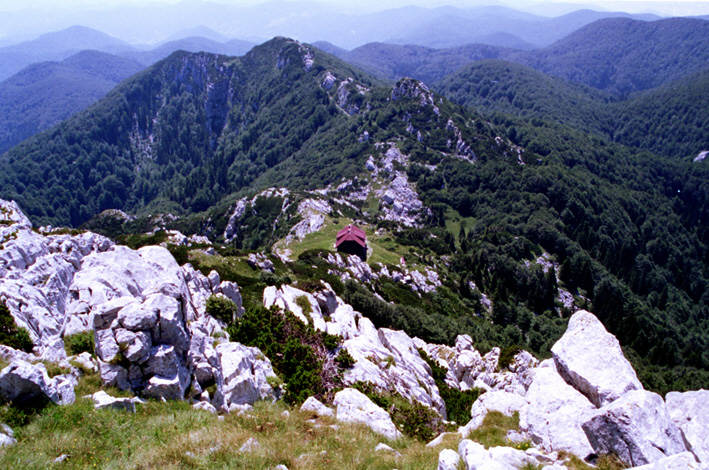
Vista al refugi de Schlosser de Veliki Risnjak.

### Flora
Encara que el parc ocupa només una zona relativament petita, es poden trobar diversos tipus de flora. Marca el punt on es troben les zones de vegetació costanera i continental, així com la combinació de les zones dinàriques i alpines. Això produeix una gran varietat floral a través dels múltiples ecotons que es troben al parc.
La major part del parc està cobert per una barreja de faigs i avets que creixen sobre la pedra calcària i dolomita. També es poden trobar nombroses variacions caracteritzades pels microclimes locals i els diversos tipus de sòls. S'hi poden trobar arbres com el fals plàtan, oms, freixes i, de vegades teixos. El bosc de faigs i avets es dirigeix gradualment cap a una altra gran zona forestal: la fageda subalpina amb pastures, que creix a les zones del parc en alçades d'entre 1200 i 1400 m sobre el nivell del mar.
El límit superior d'aquest ecotò està marcat per un sotabosc impenetrable en forma d'arbusts que crea un ecosistema únic, que s'ha anomenat Fagelatum croaticum subalpinum fruticosu. Sobre el bosc de faigs subalpins creix l'últim ecosistema forestal més elevat, el pi arbustiu.
El cim rocós de Risnjak es caracteritza per una flora especialment interessant. S'hi pot trobar una gran varietat d'espècies poc freqüents i, a vegades, en perill d'extinció com l'edelweiss, nigritel·la negra, muntanya milfoil, viola biflora, saxifraga paniculata, soldanella alpina, rosa de roca i el neret.

### Fauna
La fauna és tan diversa com la flora. El parc alberga mamífers com l'os bru, cérvol comu, cabirol, isard, senglar, llop, marta, fagina, teixó, mustela, esquirol i liró. L'animal més important que identifica el parc es el linx, del qual Risnjak va aconseguir el seu nom. El linx va ser exterminat durant el segle xix però retornat a Risnjak fa tres dècades, després d'un exitós projecte de reintroducció des de la veïna Eslovènia. Hi ha també nombroses espècies d'ocells que troben acollida a Risnjak: gall fer comú, grèvol comú, astor comú, mussol i diverses espècies de pigots, entre d'altres. També s'hi poden trobar diversos amfibis i rèptils, així com diversos tàxons d'insectes i cargols.

## Llocs d'interès
Degut a la seva proximitat a les grans connexions viàries (autopista Zagreb - Rijeka) i als voltants dels principals centres turístics del litoral, és el Parc Nacional més visitat

### Risnjak

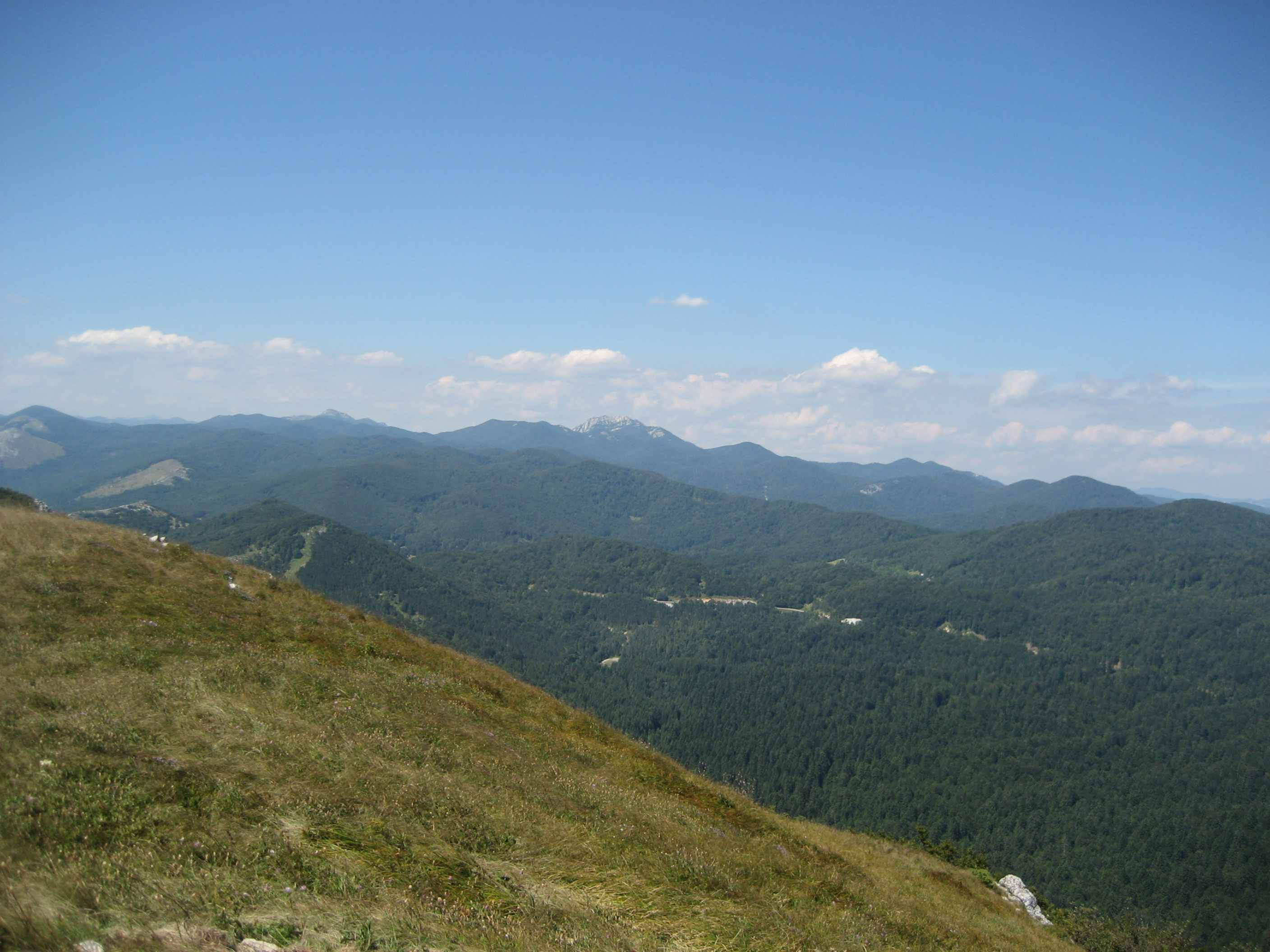
Paisatge de Risnjak.

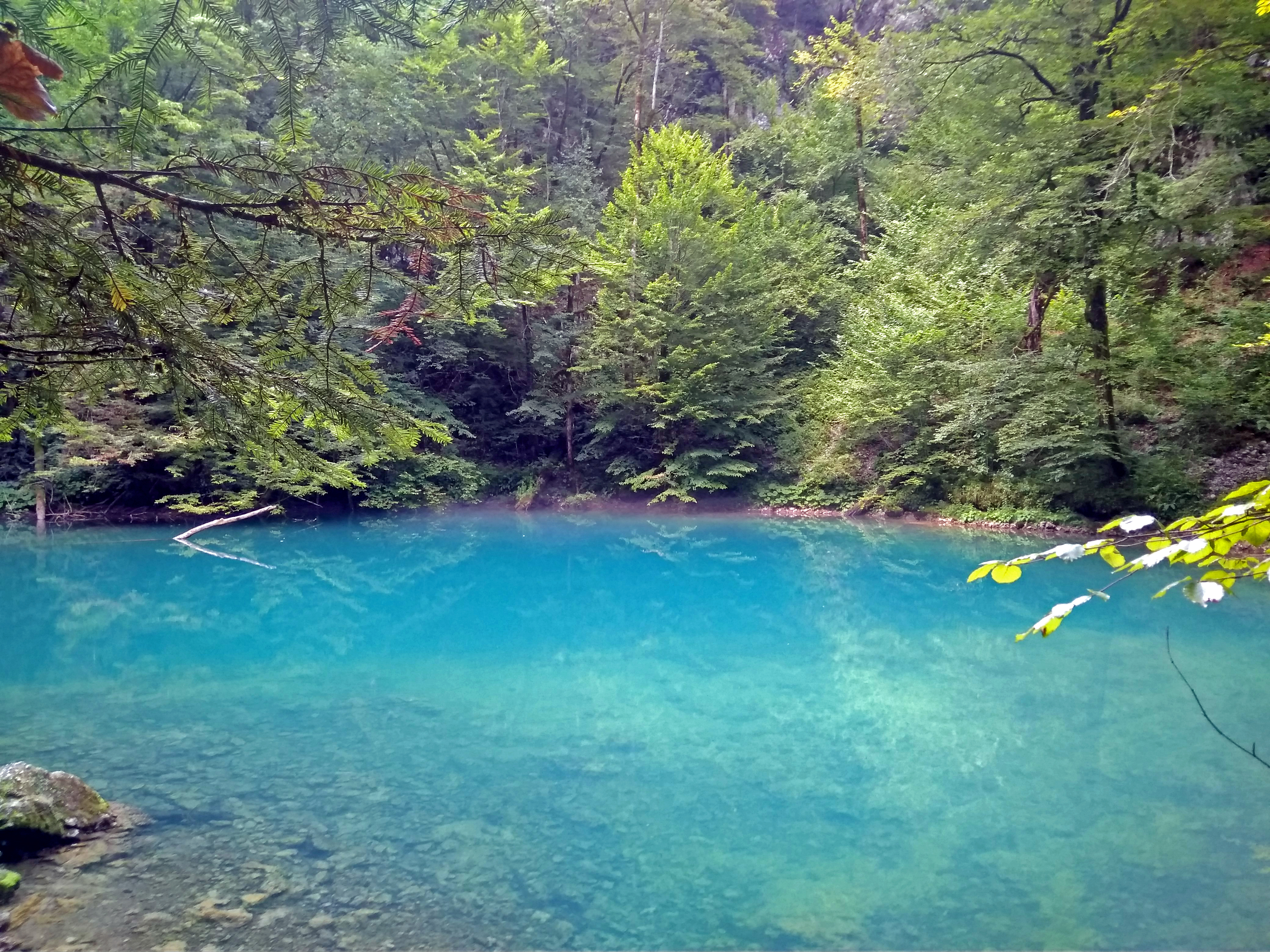
Font de Kupa.

Veliki Risnjak és el cim més alt del parc i el segon a Gorski kotar al costat de Bjelolasica. En el seu vessant sud es troba el refugi de muntanya anomenat Šloserov, construït per Josip Schlosser. Al cim només s'hi pot arribar a peu, des de Crni Lug (3 h) o des d'una carretera sense paviment a partir de Gornje Jelenje (1 h).

### Snježnik
Snježnik és el segon cim més alt en el parc amb 1506 m. El seu nom prové de la paraula que denomina la neu: snijeg. La muntanya no s'ha de confondre amb Snežnik, un altiplà de pedra calcària a 20 km al nord-oest d'Eslovènia. Al cim hi trobarem una casa de muntanya anomenada Albaharijev. Es troba a 1,5 hores a peu de l'estació d'esquí de Platak; per la qual cosa, s'ha convertit en el lloc més habitual per a l'esquí de muntanya a Croàcia.

### Guslica
Guslica és un cim que es troba a una hora a peu de Snježnik, amb una altitud de 1490 m. És tracta d'un lloc abandonat que havia estat habilitat com a complex de l'Exèrcit Popular Iugoslau. Des que l'exèrcit el va abandonar el 1991, tot el lloc es va anar degradant, donant-li una aparença de poble fantasma. Hi ha hagut propostes per renovar el complex per crear un refugi de muntanya, però no han arribat a bon port.

### Ruta turística de Leska
La ruta turística del Leska, va ser creada per l'administració de parc el 1993. Es tracta d'una camí circular de 4,5 km de longitud, que comença i acaba al centre de visitants de Crni Lug. El camí passa per zones de vegetació diferent i amb diferents espais de tipus càrstic.

### Font de Kupa
El riu Kupa té la seva font al punt més baix del parc, en una bassa ovalada d'uns 50 m ample. Nombroses expedicions han intentat determinar la profunditat de l'estany. Els resultats, fins ara mostren que l'aigua procedeix de dos canals separats. El canal més estret és de 86 m de profunditat, mentre que el canal més ample és de 57 m. A la font s'hi pot arribar a mitja hora a peu des del poble de Razloge.